# مرودشت
مَرودَشت شهری در شمال استان فارس و مرکز شهرستان مرودشت است. این شهر در ۴۰ کیلومتری شمال کلانشهر شیراز واقع شده و آب و هوای آن کوهستانی و معتدل است. جمعیت این شهر بر پایه سرشماری سال ۱۳۹۵ برابر با ۱۴۸٬۸۵۸ تن است. مرودشت هم‌اکنون دومین شهر پرجمعیت و چهارمین شهر وسیع استان فارس می‌باشد و با سرعت بالایی در حال گسترش است. پتانسیل بالای گردشگری و توریسم از ویژگی‌های این شهر است.
زبان مردم مرودشت فارسی است و مردم فارس درمرکزساکن و در بخش کامفیروز شمالی و کامفیروز جنوبی مردم لر هستند. مرودشت از شهرهای شمالی استان فارس، با ارتفاع ۱۶۲۰ متر بالاتر از سطح دریا و مساحت ۴۶۴۹ کیلومتر مربع است. وجود ابنیه تاریخی از جمله تخت جمشید و نقش رستم در این شهر به ان موقعیتی ممتاز بخشیده‌است.

## نام

نقشه منطقه فارس در زمان افشاریه؛ موقعیت تخت جمشید نیز در این نقشه مورد اشاره قرار گرفته‌است

نام این شهرستان که سابقاً مَرغ‌دشت (به معنای دشت خرم) بوده‌است احتمالاً برگرفته از دشت‌ها و مرغزارهای سرسبز آن بوده‌است. همین‌طور که نخستین بار ابن بلخی در فارس نامه، ‹‹ مرو ›› را به عنوان یکی از محلات شهر باستانی استخر می‌نامد که با گذر زمان جای آن را بوستان تخت جمشید گرفته‌است. مرو در لغت به معنی چمن است که در اصل به صورت مرغ و مرگ بوده و مرغزار صورت بسیار متداول آن است. در قدیم علفزارها را مرغزار می‌گفتند و به نظر می‌رسد که مرودشت نیز مانند ارژن در آن زمان، جایی پوشیده از مرتع و چمن بوده‌است. کاوش‌های علمی و گمانه زنی‌هایی که در تپه‌های مختلف جلگه مرودشت انجام گرفته، نشان می‌دهد که هزاران سال پیش از آنکه داریوش کبیر، تپه سنگی را بر دامان کوه مهر (رحمت)، برای ساخت کاخ‌های بزرگ خود برگزیند، اقوام متمدنی در دشت وسیع آن، می‌زیسته‌اند. آثار بر جای مانده از قبیل ظروف سفالی منقوش یا ساده، و اسباب و وسایل زندگی آن دوره، همه و همه گویای این نکته‌اند. ویرانه‌های استخر و کاخ‌های تخت جمشید، بخشی از تاریخ این شهر را به نمایش می‌گذارند.

## پیشینه تاریخی
پیشینه تاریخی این دیار به هزاره پنجم پیش از میلاد مسیح می‌رسد. پژوهش‌ها نشان می‌دهد که این منطقه از ماقبل تاریخ تاکنون مسکونی بوده‌است. دشت وسیع مرودشت عمری به طول تاریخ شناخته شده ایران دارد و بارها شاهد دگرگونی و تحولات بسیاری بوده‌است. با تأسیس کارخانه قند مرودشت در سال ۱۳۱۴ هجری خورشیدی اندک اندک بر جمعیت و آبادانی آن افزوده شده‌است. وجود تعدادی از بناها و آثار تاریخی ایران در شهر مرودشت، این شهر به مهد فرهنگ و تمدن ایران زمین، گنجینه اسرار تاریخی، طلایه دار بزرگ‌ترین امپراتوری جهان باستان سرزمین اهورایی ایرانیان و نگهبان عظیم میراث گذشتگان، درآمده‌است.
مرودشت یکی از باستانی‌ترین مناطق ایران است که با پیشینهٔ کهن خود در طول تاریخ توجه بسیاری از باستان‌شناسان و دوست‌داران فرهنگ و تمدن ایرانی را به خود معطوف داشته‌است. مجموعه آثار به جای مانده ماقبل تاریخ و آثار شگفت‌انگیز تاریخی بیان‌گر این مطلب است که این شهرستان با اهمیتی ویژه، همواره مورد توجه بوده‌است. مجموعه کاخ‌های تخت جمشید که شاهکار مدیریت باستانی و دستاورد تلاش دستان آفرینشگر معماران چیره‌دست دوره‌های باستانی ایران بوده و از شهرتی هم‌سان با دیوار بزرگ چین و اهرام ثلاثه مصر برخورداراست، مهم‌ترین مکان دیدنی شهرستان مرودشت را تشکیل می‌دهند. عظمت یگانه این بنا، به تنهایی گویای تاریخ شکوهمند تمدن ایران است و این درحالی است که این مجموعه تنها یکی، ولی مهم‌ترین اثر از بناهای تاریخی کشور ایران و استان فارس است. شهرهای قدیمی به همراه نقش‌ها و کتیبه‌های باستانی و کاخ‌های پادشاهان هخامنشی و چندین اثر تاریخی و قدیمی دیگر، از جمله جاذبه‌های مهم شهرستان مرودشت به‌شمار می‌آیند. مجموعه کاخ‌های تخت‌جمشید، کاخ صدستون، کاخ داریوش، سنگ نبشته پهلوی، تخت گوهر یا تخت رستم، نقش رجب، آرامگاه اردشیر دوم و سوم، شهر قدیمی استخر (تخت طاووس)، قلعه استخر، برج زندان سلیمان، پل بند امیر و پل خان از جمله مهم‌ترین آثار تاریخی این شهرستان به‌شمار می‌روند.
وجود ۱۵۰ اثر گرانبهای باستانی و تاریخی در این شهر، به خصوص آثار برجای مانده تخت جمشید، نقش رستم، نقش رجب و پاسارگاد که جزء آثار ثبت شده جهانی هستند و دیگر آثار باستانی موجود که هرکدام به نوبهی خود منحصربه فرد هستند، باعث شده تا مرودشت گردشگاهی مناسب و زیبا برای مردم و جایگاه ویژهای برای جذب گردشگر از گوشه گوشه دنیا که با این آثار به خوبی آشنایند و خیره به عظمت و شکوه آنند، باشد.

### تاریخچه شکل‌گیری شهر مرودشت
همزمان با آغاز به کار ساخت کارخانه قند در سال ۱۳۱۲، نطفه آغازین شهر نوین مرودشت بوده است و صدای سوت بازگشایی کارخانه قند در سال ۱۳۱۴ بسان گریه نوزاد در بدو تولد، تولد شهر مرودشت را نوید داد. تا سال ۱۳۲۹ تنها کارکنان کارخانه قند در منازل سازمانی و تعدادی از فروشندگان تجهیزات موردنیاز کشاورزی سکونت داشتند که خیابان منتهی به روستای امیرآباد در فاصله ۵/۱کیلومتری غرب کارخانه ساخته شد و به خیابان امیرآباد شهرت یافت. شهرداری خودگردان در سال ۱۳۳۲ توسط انجمن شهر تأسیس و با رشد سریع چند خیابان کوچک اطراف، شهرداری رسمی در سال ۱۳۵۲ با هدف رسیدگی به وضعیت تخت جمشید تا پل خان جهت برگزاری جشن‌های ۲۵۰۰ ساله شاهنشاهی به وجود و بخشدار زرقان به عنوان نخستین شهردار رسمی مرودشت شروع بکار نمود. هجوم کشاورزان مهاجر و همچنین سکونت سریع عشایر در آن سال‌ها، رشد مرودشت را سرعتی صد چندان بخشید و در چشم برهم زدنی وسعت گرفت. ساخت سد درودزن در فاصله ۴۵ کیلومتری جنوب غرب و کارخانه پتروشیمی در فاصله ۵ کیلومتری جنوب غرب کارخانه (مرودشت) و همچنین آثار میراث جهانی تخت جمشید، همه و همه باعث شد تا بسیاری از مردم که از نبود امکانات رفاهی آن زمان دررنج بودند، در این شهر نوپا منزل گزینند. وسعت قابل توجه و پتانسیل‌های بالقوه و بالفعل ویژه منطقه، باعث شد تا در سال ۱۳۵۷ و هم‌زمان با پیروزی انقلاب اسلامی، شهر مرودشت به عنوان شهرستان مستقل جای خود را در تقسیمات کشوری تثبیت نماید.

## وضعیت طبیعی و جغرافیایی

### مشخصات جغرافیایی
شهرستان مرودشت به مرکزیت شهر مرودشت با وسعت ۴۶۴۹ کیلومترمربع، ۸/۳٪ کل مساحت استان فارس را به خود اختصاص داده‌است. این شهرستان از شمال به شهرستان‌های خرمبید و اقلید، از غرب به شهرستان سپیدان، از جنوب به شیراز و از شرق به شهرستان‌های ارسنجان و بوانات محدود می‌شود. شهرستان مرودشت تقریباً در مرکز استان فارس واقع شده‌است. مرکز شهرستان مرودشت در ۵۲ درجه و ۴۸ دقیقه طول جغرافیایی و ۲۹ درجه و ۵۲ دقیقه عرض جغرافیایی و ارتفاع ۱۵۹۵ متری از سطح دریا واقع شده‌است. خاک‌های این منطقه کاملاً رسوبی و مواد تشکیل دهنده آن توسط رودخانه و متلاشی شدن سنگ‌های منطقه به وجود آمده که برای کشاورزی بسیار مناسب هستند. ناحیه شمالی از سرچشمه رود کر تا محل سد درودزن کاملاً کوهستانی و قسمت جنوبی و جنوب شرقی از سد درودزن تا دریاچه بختگان دارای دشت‌های مسطح می‌باشد. عمده‌ترین کوه‌های این منطقه عبارتند از: کوه حسین و کوه بید سندل، کوه قلعه و کوه قلعه شکسته. دو کوه اخیر دارای ساختاری بسیار زیبا و ویژه هستند. کوه قلعه تنها یک راه برای ورود دارد و در طول این راه آثار بسیار ارزشمندی دیده می‌شود، از جمله برج‌های دیده‌بانی باستانی. بر فراز این کوه استخری از جنس سنگ و ساروج قرار دارد که مربوط به دوره ساسانی است. در مجاورت این کوه همچنین یک سرو کهنسال وجود دارد که عمر آن به بیش از ۱۰۰۰ سال می‌رسد. کوه سیاه با ارتفاع ۳۴۰۰ متر، کوه سید محمد با ارتفاع ۲۶۷۰ متر، کوه سارون با ارتفاع ۳۷۵۰ متر و کوه پالنگری با ارتفاع ۴۱۴۵ متر از جمله کوهای دیگر این منطقه هستند. مهم‌ترین رودخانه‌های این شهرستان، رودخانه سیوند و رودخانه کر می‌باشند.

### پوشش گیاهی
توجه به شرایط اقلیمی و جغرافیایی این منطقه در ارتفاعات کوهستانی و دشت‌های کم ارتفاع پوشش گیاهی متنوع دارد که از این میان می‌توان به جنگل‌های بلوط، بنه، بادام کوهی، ارژن، زالزالک، انجیر کوهی، آلوچه وحشی و نیز گیاهان دارویی از جمله آویشن، جاشیر، ریواس، کما، گون، موسیر، بلهر، لبو، لاله واژگون، بومادران و گونه‌های دیگر از جمله کنگر، خارشتر، خار زرد، اسپند اشاره کرد.

### آب و هوا
شهرستان مرودشت از نظر آب و هوا چهار فصل می‌باشد. آب و هوای این شهرستان در نواحی کوهستانی سردسیر و در سایر نواحی معتدل است. متوسط بارندگی سالانه در منطقه ۳۶۵ میلی‌متر و درجه حرارت بین ۴۱ درجه حداکثر و ۹ درجه حداقل می‌باشد.

## جاذبه‌های تاریخی، فرهنگی و طبیعی
گردشگاه‌هایی مانند:بهشت گمشده، سد درودزن و منطقه کامفیروز، گردنه چاهو، تنگ خشک، تیره باغ، کوه حسین، کوه بید سندل، کوه مهر و کوه‌های قلعه، کوه دشتک، کناره‌های رودخانه کر به ویژه در مناطق نزدیک به درودزن، غار ممتاز روستای حاجی‌آباد، آبشار حصار
امامزاده اسحاق (برادر امام رضا)، سلطان ولایت، آرامگاه ایوب نبی
شهرها و روستاهای مانند سیوند، سیدان، فاروق، درودزن، کندازی، حصار، دشتک، میان رود، بیدگل، شهرک خارا، خانیمن و بکیان، پالنگری، دژکرد در کامفیروز

### جاذبه‌های تاریخی و فرهنگی
- مجموعه تخت‌جمشید
- تنگ بلاغی
- کاخ تچر
- سنگ نبشته‌های پهلوی
- نقش رستم
- نقش رجب
- آرامگاه اردشیر دوم (هخامنشی) و اردشیر سوم (هخامنشی)
- شهر قدیمی استخر
- قدمگاه (آرامگاه دوره هخامنشیان)
- تل باکون
- معدن‌های سنگ تخت جمشید
- غار اشکفت گاوی
- کوه قلعه
- برج زندان سلیمان
- پل بند امیر
- پل خان
- قلعه استخر (یکی از قلعه‌های حسن صباح و سرو ۱۰۰۰ ساله)
- قصر قلات و باغ بدره در شهر سیدان
- کاروانسرای شاه عباسی روستای ماهین[۶]
- امامزاده ایوب نبی
- شهر باستانی انشان
- سد کوروش (دوره هخامنشی)

#### تخت جمشید
تخت جمشید که پارسه، پرسپولیس، پرسه پلیس و نیز هزار ستون نیز خوانده شده‌است در شمال شهرستان مرودشت جای دارد، فاصله این مکان تاریخی توریستی تا مرکز استان ۵ کیلومتر می‌باشد. این ناحیه ار مناطق باستانی ایران است که طی سالیان پیوسته، پایتخت باشکوه و تشریفاتی پادشاهی ایران در زمان امپراتوری هخامنشیان بوده‌است. تخت جمشید در دوران زمامداری داریوش بزرگ، خشایارشا و اردشیر یکم (هخامنشی) بنا شده‌است و برای یک مدت طولانی، مرکزی برای برگزاری مراسم آیینی و جشن‌ها به ویژه نوروز بوده‌است. در نخستین روز سال نو گروه‌های زیادی از کشورهای گوناگون به نمایندگی از ساتراپ‌ها یا استانداری‌ها با پیشکش‌هایی متنوع در تخت جمشید جمع می‌شدند و هدایای خود را به شاه پیشکش می‌کردند. بنیان‌گذار تخت جمشید داریوش بزرگ بود، البته پس از او پسرش خشایارشا و نوه‌اش اردشیر یکم (هخامنشی) با گسترش این مجموعه به بزرگی آن افزودند. مطالب زیادی در مورد پیشینه هخامنشیان و فرهنگ آن‌ها در دسترس است که این امر مرهون سنگ نبشتههایی است که در این کاخ‌ها و بر روی دیواره‌ها و لوحه‌ها آن حکاکی شده‌است. باور تاریخدانان بر این است که اسکندر مقدونی سردار یونانی در ۳۳۰ پیش از میلاد، به ایران حمله کرد و تخت جمشید را به آتش کشید و احتمالاً بخش عظیمی از کتاب‌ها، فرهنگ و هنر هخامنشی را با اینکار نابود نمود. با این‌حال ویرانه‌های این مکان هنوز هم در شهر مرودشت برپا است و باستان شناسان از ویرانه‌های آن نشانه‌های آتش و هجوم را بر آن تأیید می‌کنند.
این مکان از سال ۱۹۷۹ یکی از آثار ثبت شدهٔ ایران در میراث جهانی یونسکو است.

#### نقش رستم
نقش رستم نام مجموعه‌ای باستانی در شمال مرودشت است که در فاصلهٔ ۶ کیلومتری از تخت جمشید قرار دارد. این محوطهٔ باستانی یادمان‌هایی از عیلامیان و ساسانیان را در خود جای داده‌است و از حدود سال ۱۲۰۰ پیش از میلاد تا ۶۲۵ میلادی همواره مورد توجه بوده‌است زیرا آرامگاه چهار تن از پادشاهان هخامنشی، نقش برجسته‌های متعددی از وقایع مهم دوران ساسانیان، بنای کعبه زرتشت و نقش‌برجستهٔ ویران‌شده‌ای از دوران عیلامیان در این مکان قرار دارند و در دورهٔ ساسانی، محوطهٔ نقش رستم از نظر دینی و ملی نیز اهمیت بسیار داشته‌است.
در گذشته، نام این مکان سه‌گنبدان یا دوگنبدان بوده‌است و احتمالاً نام نقش رستم پس از آنکه ایرانیان بین رستم، پهلوان شاهنامه و سنگ نگاره‌های شاهان ساسانی ارتباط برقرار کردند به این مکان داده شد.
قدیمی‌ترین نقش موجود در نقش رستم مربوط به دورهٔ عیلام است که نقش دو ایزد و ایزدبانو و شاه و ملکه را به تصویر کشیده بود ولی بعدها در دورهٔ ساسانی، بهرام دوم بخش‌هایی از آن را پاک کرد و نقش خود و درباریانش را به جای آن تراشید. کعبه زرتشت بنای سنگی و برج مانند موجود در این محوطه‌است که به احتمال زیاد در دورهٔ هخامنشی ساخته شده بود و کاربرد آن تاکنون مشخص نشده‌است؛ بر سه گوشهٔ این بنا دو کتیبه از شاپور اول و کرتیر نوشته شده‌است که از نظر تاریخی ارزش زیادی دارند. چهار آرامگاه دخمه‌ای در سینهٔ 'جانپناهسین کنده شده‌اند که متعلق به داریوش بزرگ، خشایارشا، اردشیر یکم (هخامنشی) و داریوش دوم هستند که همهٔ آن‌ها از ویژگی‌های یکسانی برخوردارند.
اردشیر بابکان نخستین کسی است که در این محوطه، سنگ نگاره‌ای تراشید و صحنهٔ تاج‌گیری‌اش از دست اهورامزدا را ثبت کرد. پس از وی نیز شاهان ساسانی صحنه‌های تاجگذاری‌شان یا شرح نبردها و افتخاراتشان را بر سینهٔ کوه نقش کردند. اینکه اردشیر و پسرش شاپور اول نقش‌برجسته‌هایی را در کنار نقش‌برجسته‌های همتایان هخامنشی خود در نقش رستم تراشیدند، احتمالاً نشان از راهبردی فرهنگی و سیاسی در تقلید از گذشته داشته‌است.

#### نقش رجب
نقش رجب محلی است در ۳ کیلومتری شمال تخت جمشید مرودشت که در آن شماری نقش‌برجسته از زمان ساسانیان برجای مانده‌است. مشهورترین این کنده‌کاری‌ها کتیبه شاپور یکم در نقش رجب و کتیبه کرتیر در نقش رجب هستند. آرایش و لباس آن دوره به وضوح مشخص است، اما نقش اهورامزدا و صورت شاهان ساسانی در حمله اعراب تخریب شده‌اند.

#### شهر استخر
استخر از بزرگ‌ترین شهرهای دوران خود بوده و به گفته تاریخ نویسان چهار دروازه داشته که امروزه یکی از آن‌ها در سر پیچ دوراهی مرودشت-ارسنجان قرار دارد و دیگری در جنوب مرودشت کنونی قرار داشته‌است.
در هفت کیلومتری تخت جمشید، ویرانه‌های شهر استخر قرار دارد. آثار به جامانده از این شهر شامل دروازه سنگی، ستون‌ها و دیواره‌های سنگی است که به روزگار هخامنشی و پیش از آن تعلق دارد. در این شهر، بازمانده سازه‌های اسلامی، ساسانی و اشکانی و ظروف و آثار سده‌های آغازین هجری در آن کشف شده‌است. آب شهر استخر از رود سیوند تأمین می‌شده‌است. شهر استخر ۵ سال پیش از میلاد و ۱۰ سال پس از آن قدمت دارد و شاهد تاجگذاری‌ها و جشن‌ها و شکوه بسیاری بوده و صدها هزار نفر ساکن داشته‌است.
این شهر تا پایان پادشاهی ساسانیان از آبادترین و با شکوه‌ترین شهرهای ایران باستان بود، اما توسط اسکندر ویران گشت و بعد از آن توسط اعراب تسخیر گردید و به دلیل خیزش‌های پیاپی مردم (از سال ۲۳ تا سال ۲۹ هجری) بارها فتح شد و مردم آن قتل‌عام شدند و پس از آن تنها ویرانه‌ای از آن برجای ماند.

#### پل خان
پل خان مربوط به دوره صفوی است و در مرودشت، که توسط امام قلی خان بر روی رود کر بنا شده‌است. این اثر در تاریخ ۲ آبان ۱۳۵۱ با شمارهٔ ثبت ۹۲۹ به‌عنوان یکی از آثار ملی ایران به ثبت رسیده‌است.
یکی از معروفیت‌های پل خان برای منظره آن بر روی رود کر می‌باشد، اما امروزه به دلیل نبود یا کمبود آب درون رود کر در آن قسمت، چهره زیبای خود را از دست داده‌است.

#### سه گنبدان
سه گنبدان نام سه کوه راست قامت در جلگه مرودشت می‌باشد که در دوره‌های تاریخی مختلف از اهمیت فراوانی برخوردار بوده. نام این سه کوه به ترتیب از شمال به جنوب اشکنون(اشکنوان)،استخر و شکسته نام دارند. کوه یا قلعه استخر از مهم‌ترین این کوه هاست که قدمت دقیق آن هنوز در ابهام می‌باشد.
بعضی از مترجمان اوستا گویند کوهی که هوشنگ پادشاه ایران هرساله هزاران اسب و گاو و گوسفند برفراز آن قربانی می‌کرد همین کوه استخر بوده‌است.
عضدوله دیلمی خرابه‌های دژ را بازسازی می‌کند ولی متأسفانه جز کتیبه دوره ساسانی و استخر بزرگ که برای انبار آب استفاده می‌شده چیزی از آن دژ باقی نمانده‌است.

#### پل بند امیر
پل بند امیر پلی تاریخی در جنوب شرقی مرودشت است که بر روی رود کر احداث شده‌است. این پل در زمان آل بویه در قرن چهارم هجری ساخته شده‌است. عده‌ای از محققان عقیده دارند که این پل بر روی شالودهٔ پلی از زمان ساسانیان بنا شده‌است.

#### کوه چمگان (مهر یا رحمت)
کوه مهر یا رحمت یا چمگان در بخش شمال شرقی شهرستان مرودشت واقع شده و به صورت منفصل جهت شمالی و جنوبی دارد. وسعت این کوه ۵۰ کیلومتر است و عرض آن حدود ۱۵ کیلومتر است. نام باستانی این کوه مهر یا میترا بوده. این کوه دشت ارسنجان را از مرودشت جدا می‌کند و تاکنون در دامنه‌های آن محوطه‌های دوران تاریخی و عشایری کشف شده‌است.

نقش رجب و شهر استخر و قدمگاه و استودان‌ها و آثار مختلف باستانی از دوران پارینه سنگی تا دوران معاصر در دل کوه مهربه یادگار مانده‌است که اهمیت زیادی دارند و در منظر فرهنگی تخت جمشید واقع شده‌اند.

### جاذبه‌های طبیعی
طبیعت جذاب و غنی شهرستان مرودشت به یاری منحصر به فردترین آثار تاریخی و باستانی این منطقه آمده و جلوه‌های اعجاب‌انگیزی از زیبایی‌های طبیعی را به نمایش گذاشته و این شهرستان را به لحاظ طبیعی نیز در ردیف مناطق دیدنی ایران قرار داده‌است. موقعیت طبیعی و چشم‌اندازهای درختان جنگلی و توپوگرافی ناحیه کوهستانی و رودخانه‌ای، نمایش گر طبیعت غنی و زیبای شهرستان مرودشت هستند.
مناطق تفریحی و تفرجگاه‌های منحصر به فرد، جذابیت‌های این شهر را صد چندان کرده که از جمله مناطق دیدنی آن، می‌توان به شکارگاه‌های طبیعی و متنوع، بهشت گمشده، آبشار دشتک، تیر باغ، و تنگ خشک اشاره نمود. رود کُر پرآب‌ترین رودخانه زیرحوضه دریاچه بختگان از جنوب مرودشت می‌گذرد. دریاچه بسیار زیبای سد درودزن نیز استراحتگاهی ویژه و تحسین‌برانگیز برای مشتاقانی است که از سرتاسر ایران، آسایش را در کنارش یافته‌اند. به راستی شهری با این ویژگی بی‌نظیر است.

#### بهشت گمشده
بهشت گمشده نام منطقه‌ای خوش آب و هوا و سرسبز در شهرستان مرودشت و کامفیروز است. نام اصلی این مکان تنگ بستانک بوده‌است که اکنون به بهشت گمشده مشهور شده‌است. منطقه حفاظت شده تنگ بستانک با مساحت ۱۵۳۲۴ هکتار در شمال غربی استان فارس و در فاصله ۱۲۰ کیلومتری شهر شیراز در بخش کامفیروز از توابع شهرستان مرودشت واقع گردیده‌است. میانگین ارتفاعی ان بین ۱۷۰۰_۳۷۰۰ متر می‌باشد تنگ بستانک درگذشته بیشتر شهرت محلی داشت و منطقه ییلاقی بخش‌های کامفیروز و بیضا محسوب می‌گردد. در گذشته مهم‌ترین سودمندی آن برای روستاه‌های پایین دست استفاده از منابع آب برای مصرف شرب، کشاورزی و گردشگری موردی جوامع محلی بوده‌است وتا اواخر دهه ۵۰ برای شهرنشینان نامی ناآشنا بوده و کمتر مورد استفاده گردشگری فشرده قرار گرفت، اما از اوائل دهه ۶۰ این منطقه به تدریج توسط گروه‌های کوهنوردی و گردشگران طبیعت معرفی گردید و به لحاظ زیبایی‌های خیره‌کننده و چشم‌انداز طبیعی منحصر به فرد، توسط بازدیدکنندگان علاقه‌مند بهشت گمشده نام‌گذاری گردید.
همچنین همجواری تنگ بستانک با دریاچه سد درودزن و نزدیک بودن آن به مناطق سردسیر و زیبای (تنگ گنبیل) (آبشار مارگون) (تنگ براق) (چشمه شش پیر) و (قله رنج) و برم فیروز و دیگر مناطق ییلاقی این منطقه را به یک مجموعهٔ گردشگری تبدیل کرده‌است.

#### آبشار دشتک ابرج
آبشار دشتک ابرج در ناحیهٔ دشتک ابرج در شهرستان مرودشت واقع شده‌است. این مکان دارای پتانسیل جذب گردشگر است و دارای دو آبشار زیبا هست به علت نبود راه مناسب در حال حاضر کمتر گردشگری به آن منطقه می‌رود.

#### سد درودزن
سد مخزنی درودزن (نام پیشین: سد داریوش) در شهر مرودشت و بر روی رود کر ساخته شده‌است. ساخت این سد در سال ۱۳۵۱ هجری خورشیدی به پایان رسید و آب نوشیدنی شهرهای شیراز و مرودشت را پشتیبانی می‌کند.
در حدود ۲۴۰۰ سال پیش نیاز به آب در این منطقه برای آبیاری مزارع هخامنشیان را وادار به ساخت سدی در حوالی روستای درودزن کرد. نگرش وسیع داریوش هخامنشی و به خدمت گرفتن مهندسی و همت ایرانیان باعث ساخت یکی از بدیع‌ترین سازه‌های آبی در این محل شد. این سد که با توجه به زمان ساخت یکی از شاهکارهای مهندسی جهان به‌شمار می‌رود در بهترین نقطه از مسیر رود کر ساخته شده‌است.
تنها همین شاخصه کافی بود که در دوره‌های بعدی این سد مورد بازسازی قرار بگیرد و نهایتاً در دوران پهلوی با توجه به نیاز ساخت سدی بزرگ، بهترین محل ساخت در همین نقطه استراتژیک تشخیص داده شد و همین امر باعث شد که بقایای سد داریوش از این محل به محلی در ۳ کیلومتری آن انتقال داده بشود.
سد جدید در سال ۱۳۵۱ به منظور تأمین آب آشامیدنی و کشاورزی منطقه مرودشت و کامفیروز ساخته شد و جالب است بدانید که این سد نیز عنوان قدیمی‌ترین سد خاکی ساخته شده در خاورمیانه رو یدک می‌کشد. این سد در ابتدا با نام «سد داریوش» شناخته می‌شده که بعدها به نام «درودزن» که نام روستایی در نزدیکی آن است نام گرفته‌است.
ساخت این سد در سال ۱۳۵۱ شمسی به پایان رسیده و آب کشاورزی مناطق رامجرد، کربال و کناره مرودشت به مساحت ۱۱۲ هزار هکتار رو تأمین می‌کند. همچنین آب آشامیدنی مرودشت و بخشی از شیراز از این سد تأمین می‌شود.

## جمعیت
طبق سرشماری عمومی نفوس و مسکن سال ۱۳۹۵ برآورد جمعیت مرودشت در نقاط شهری، برابر ۲۲۱٬۱۶۳ نفر شامل ۱۱۳٬۳۹۴ مرد و ۱۰۷٬۷۶۹ زن بوده‌است.
جمعیت شهرستان مرودشت نیز مجموعاً برابر با ۳۲۳٬۴۳۴ نفر شامل ۱۶۶٬۰۵۵ مرد و ۱۵۵٬۳۷۹ زن بوده‌است.
زبان مردم مرودشت پارسی با لهجه مرودشتی می‌باشد که به لهجه شیرازی شباهت بسیار زیادی دارد.
| مردان  | سن    | زنان   |
| ------ | ----- | ------ |
| ۲۸۹    | ۸۵+   | ۲۶۰    |
| ۱٬۴۹۶  | ۸۰–۸۴ | ۱٬۱۶۹  |
| ۱٬۸۰۴  | ۷۵–۷۹ | ۱٬۴۳۳  |
| ۲٬۰۶۶  | ۷۰–۷۴ | ۱٬۹۲۸  |
| ۱٬۷۶۸  | ۶۵–۶۹ | ۲٬۴۸۲  |
| ۲٬۷۱۸  | ۶۰–۶۴ | ۳٬۶۲۵  |
| ۴٬۶۴۱  | ۵۵–۵۹ | ۵٬۲۲۳  |
| ۷٬۱۵۳  | ۵۰–۵۴ | ۶٬۲۵۱  |
| ۸٬۴۸۲  | ۴۵–۴۹ | ۷٬۴۸۳  |
| ۱۰٬۸۲۴ | ۴۰–۴۴ | ۹٬۸۶۹  |
| ۱۱٬۸۳۹ | ۳۵–۳۹ | ۱۱٬۴۰۹ |
| ۱۴٬۵۱۹ | ۳۰–۳۴ | ۱۴٬۲۲۲ |
| ۱۹٬۳۶۷ | ۲۵–۲۹ | ۱۸٬۸۴۳ |
| ۱۸٬۱۹۹ | ۲۰–۲۴ | ۱۸٬۰۴۶ |
| ۱۳٬۲۰۸ | ۱۵–۱۹ | ۱۳٬۱۳۱ |
| ۱۱٬۶۰۲ | ۱۰–۱۴ | ۱۱٬۳۳۷ |
| ۱۲٬۰۲۷ | ۵–۹   | ۱۱٬۳۰۲ |
| ۱۳٬۴۳۸ | ۰–۴   | ۱۲٬۸۹۴ |

## فرهنگ

### مطبوعات
- روزنامه مرودشت: این نشریه محلی از سال 1383 به صورت هفتگی منتشر می‌شود.[۱۰]
- هفته‌نامه استخر: نشریه تخصصی در حوزه میراث فرهنگی و گردشگری.[۱۱]
- هفته‌نامه عصر مرودشت: نشریه اجتماعی-فرهنگی که از سال 1395 فعالیت می‌کند.[۱۲]

### پایگاه‌های خبری
- مرودشت آنلاین: اولین پایگاه خبری الکترونیک شهرستان که از 1383 فعالیت دارد.[۱۳]
- سلام مرودشت: پایگاه خبری تحلیلی با تمرکز بر مسائل اجتماعی.[۱۴]

### سینما
سینما ابوذر تنها سالن سینمای شهر مرودشت است که از سال 1395 تعطیل می‌باشد.

### صنایع دستی
بر اساس آمار سال 1400 اداره میراث فرهنگی:
- قالی‌بافی: با بیش از 300 کارگاه فعال
- گلیم‌بافی: به ویژه در روستاهای دشتک و قوام‌آباد
- گیوه‌دوزی: از سال 1395 مورد حمایت قرار گرفته است

### مراکز فرهنگی
خانه فرهنگ مرودشت در میدان امام حسین قرار دارد و سالانه میزبان رویدادهای فرهنگی متعددی است.

## مراکز آموزش عالی و دانشگاه‌ها
- دانشگاه آزاد اسلامی واحد مرودشت در پنجم تیرماه سال ۱۳۶۹ خورشیدی تأسیس گردید و با حدود ۷۰۰ دانشجو در رشته‌ها و گرایش‌های مختلف، فعالیت اصلی خود را آغاز نمود. دانشگاه مرودشت اکنون نزدیک به ۱۶۰۰۰ دانشجو داشته و در رتبه جامع قرار دارد؛ دانشگاه آزاد واحد مرودشت در بین دانشگاه‌های ایران پس از دانشگاه صنعتی شیراز در جایگاه ۷۰ و در بین واحدهای دانشگاه آزاد در رتبه ۱۰ قرار دارد. ریاست کنونی دانشگاه با یاسر زارع می‌باشد.[۱۸]
- دانشگاه آزاد اسلامی واحد علوم و تحقیقات فارس در سال ۱۳۸۴ در زمینی به مساحت ۱۲۰ هکتار و با مساحت آموزشی ۳۰۰۰۰ متر مربع با امکاناتی شامل خوابگاه دانشجویی، سلف سرویس، زمین چمن، ورزشگاه سر پوشیده چند منظوره، دو زمین تنیس، یک کافی نت مجهز با حدود ۲۲۰ کامپیوتر، با ۷ رشته مهندسی در مقطع لیسانس به صورت تمام وقت و ۶ رشته کارشناسی ارشد آغاز به کار کرد.[۱۹]
- دانشگاه پیام نور مرودشت در سال ۱۳۸۴ با سه رشته حقوق، ریاضی و مدیریت دولتی با مجوز رسمی از وزارت علوم تحقیقات و فناوری شروع به فعالیت کرده و اکنون حدود ۲۵ رشته و ۲۵۰۰ دانشجوی فعال دارد.
- دانشگاه علمی و کاربردی مرودشت در سال ۸۷ با اخذ مجوز از وزارت علوم تحقیقات و فناوری در سال تحصیلی ۸۸–۸۷ با سه کد رشته گرافیک، نقشه‌کشی صنعتی و تعمیرات مکانیک مبادرت به پذیرش ۱۵۰ نفر دانشجو درمقطع کاردانی نمود.
- آموزشکده فنی و حرفه‌ای مرودشت

## اقتصاد

### کشاورزی
شهرستان مرودشت در منطقه مناسبی واقع شده که از نظر کشت محصولات کشاورزی اعم از شتوی و سیفی از اهمیت خوبی برخوردار است. این منطقه که یک منطقه صنعتی کشاورزی است، در زمینه تولیدات گندم، ذرت، برنج، گوجه فرنگی و سایر محصولات دیگر نظیر خیارسبز، کلم، بادمجان، هویج و زیتون برای واحدهای تولیدی بسیار حائز اهمیت است. واحدها و شرکت‌های زیادی در منطقه مرودشت وجود دارد که در زمینه تهیه و بسته‌بندی این محصولات فعالیت دارند که کارخانه تولید رب گوجه فرنگی یک و یک در دشت مرغاب از این جمله است.
برنج مرغوب کامفیروز، انار سیدان، گردوی دشتک و چغندر از جمله تولیدات دیگر محصولات کشاورزی این شهرستان است. مرودشت بیش از یک دهه مقام اول تولید گندم ایران را به خود اختصاص داده‌است. همچنین مرودشت یکی از پایگاه‌های اساسی تولید ذرت علوفه‌ای در جنوب ایران به حساب می‌آید. وجود سد مخزنی درودزن با گنجایش یک میلیارد متر مکعب، بستر مناسبی را برای توسعه کشاورزی در این شهرستان فراهم کرده‌است.
شهرستان مرودشت دارای شرایط مساعد جغرافیایی یعنی آب فراوان و زمین حاصل خیز بوده و به همین جهت از اوضاع اقتصادی خوبی برخودار است. کشاورزی در این بخش به صورت صنعتی و دستی و روش آبیاری به شکل دیمی و آبی انجام می‌گیرد. اراضی وسیع کشاورزی این شهرستان به ۷ ناحیه همگن و دارای خصوصیات مشابه که تحت پوشش ۷ مرکز خدمات کشاورزی دهستانی و ۱۳ تعاونی تولید روستایی قرار دارند، تقسیم می‌شوند. در سال ۱۳۷۴ در این شهرستان ۲۱۵ هزار تن گندم تولید و به مراکز خرید تحویل گردیده‌است و تولید این محصول در سال ۸۱–۱۳۸۰ به میزان ۳۰۴ هزار تن رسیده‌است و به همین دلیل مقام اول تولید و تحویل گندم در کشور به این شهرستان اختصاص دارد. مرودشت دارای ۱۷۰ هزار هکتار اراضی مزروعی شامل ۱۴۸ هزار هکتار اراضی آبی و ۲۲ هزار هکتار اراضی دیم است. عمده‌ترین محصولات زراعی منطقه را گندم آبی، جو آبی، شلتوک، چغندر قند، ذرت دانه‌ای و علوفه‌ای تشکیل می‌دهند و انواع جالیز بالاترین سطح زیر کشت را به خود اختصاص داده‌است. چاه‌ها و کاریزهای متعدد آب کشاورزی منطقه را تأمین می‌کنند. شهرستان مرودشت با توجه به وجود آب کافی از لحاظ باغ داری نیز در موقعیت مناسبی قرار دارد. انگور، سیب، بادام، گردو، هلو، زردآلو، انار و.. در باغ‌های این شهرستان تولید می‌شوند و مازاد آن به دیگر استان‌ها و شهرستان‌ها و بعضی کشورهای حوزه خلیج فارس صادر می‌شود.

### دامداری
شهرستان مرودشت با توجه به وجود مراتع و چراگاه‌های غنی از علوفه، استعداد فراوانی در زمینه پرورش دام و طیور دارد که این امر موجب شده تعدادی از مردم به خصوص روستاییان به کار پرورش دام و طیور مبادرت ورزند. تعداد واحدهای دام پروری این شهرستان بخش قابل توجهی از نیروی انسانی را به خود اختصاص داده‌است.

### کارخانه‌های مهم
شهر مرودشت ازلحاظ پراگندگی صنایع کارخانه‌ای، از اهمیت بسیار بالایی برخوردار است. از جمله کارخانه‌های مهم شهر مرودشت می‌توان به مجتمع پتروشیمی شهدای مرودشت، کارخانه صنعتی آزمایش، مجتمع آرد شیراز، کارخانه دادلی (تینا)، کارخانه قند، شرکت پارس سرنگ و حدود ۳۰ شرکت تولید صنایع غذایی و تبدیلی و همچنین تأسیسات سد عظیم درودزن اشاره کرد.
از جمله کارخانه‌های مهم شهر مرودشت می‌توان به موارد زیر اشاره کرد:
- کارخانه قند مرودشت: در سال ۱۳۳۵ شهر مرودشت به نام «کارخانه قند مرودشت» شناخته می‌شد؛ بنابراین کارخانه قند در تکوین هسته اوّلیّه شهر نقش بارزی ایفا کرده‌است. کارخانه قند در سال ۱۳۱۲ تأسیس و در سال ۱۳۱۴ به بهره‌برداری رسیده‌است. این کارخانه با نماد «قمرو» در بورس اوراق بهادار تهران درج گردیده‌است. این کارخانه در زمینی به مساحت ۲۶۵٬۸۲۵ متر مربّع قرار دارد. مساحت اراضی زیرکشت چغندرقند در محدوده فعالیّت کارخانه در سال ۱۳۶۹ برابر ۱۳۳ هزار هکتار بوده‌است.
- شرکت سهامی مجتمع صنعتی گوشت فارس: این شرکت در سال ۱۳۵۱ تأسیس شده‌است و نقش بارزی در جذب شاغلین منطقه و نهایتاً در اقتصاد شهر داشته‌است.
- کارخانه آرد شیراز: در سال۱۳۵۲ کارخانه آرد شیراز در کیلومتر ۴ جادّه مرودشت – تخت جمشید تأسیس شده‌است.
- شرکت دادلی: این شرکت در سال ۱۳۵۴ تأسیس شده‌است. این کارخانه به تولید بیسکویت و محصولات مشابه اختصاص دارد. این شرکت هم تعطیل شده‌است.
- کارخانه آزمایش: این کارخانه در سال ۱۳۵۴ در کیلومتر ۵ جادّه مرودشت – تخت جمشید تأسیس شد. این کارخانه که شعبه‌ای از کارخانجات آزمایش است به تولید یخچال، کولر و جارو برقی اشتغال داشت و متأسفانه سال هاست تعطیل شده‌است.

### معادن
- معدن سنگ لاشه اوزون دره: این معدن با ذخیره ۵ میلیون تن و استخراج سالیانه ۲۰۰۰۰ تن در منطقه واقع شده و سنگ آهک آن با ضخامت ۲ متر بین طبقات ماسه سنگ و شیست قرار گرفته‌است.
- معدن سنگ لاشه آهکی تنگه فراخ: این معدن با ذخیره ۵/۱ میلیون تن در نزدیکی روستای دشتبال قرار دارد و سالیانه ۶۰۰۰ تن سنگ از آن استخراج می‌شود.
- معدن سنگ لاشه شمس‌آباد: این معدن با ذخیره ۷۵ میلیون تن در ۶ کیلومتری شرق تخت جمشید واقع شده و سنگ آهک آن بدون لایه بندی بوده و به‌طور متوسط سالیانه ۶۰۰۰۰ تن از آن استخراج می‌شود.
- معدن سنگ موزائیک سیوند: این معدن در ۴ کیلومتری جنوب شرقی سیوند قرار دارد و میزان ذخیره آن ۵ میلیون تن برآورد شده‌است.

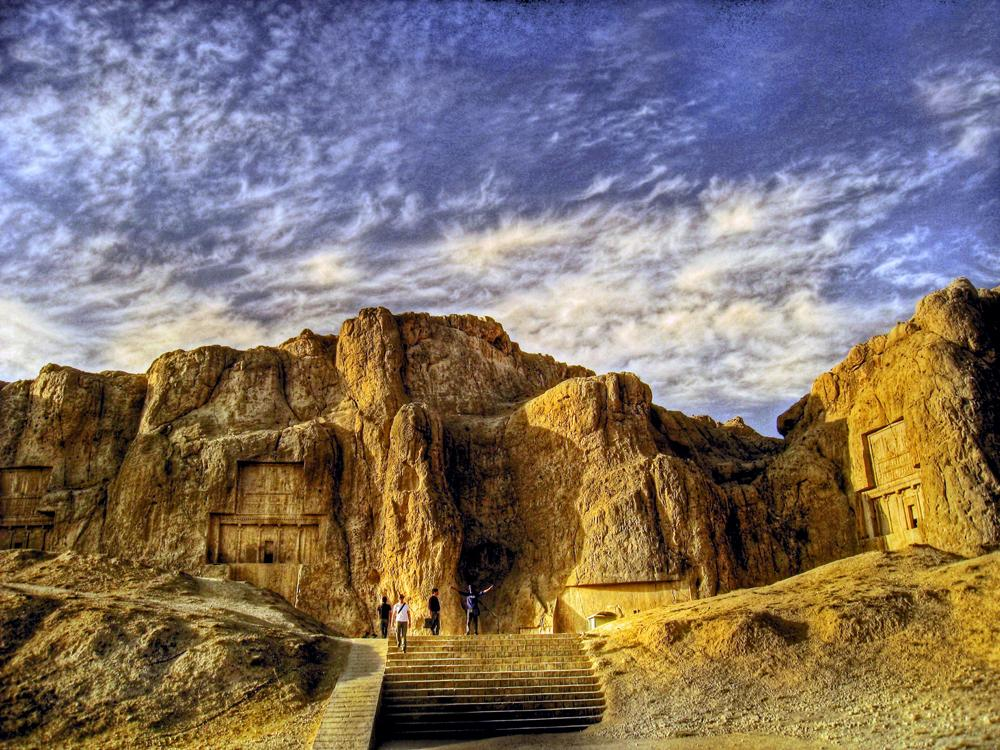
نقش رستم
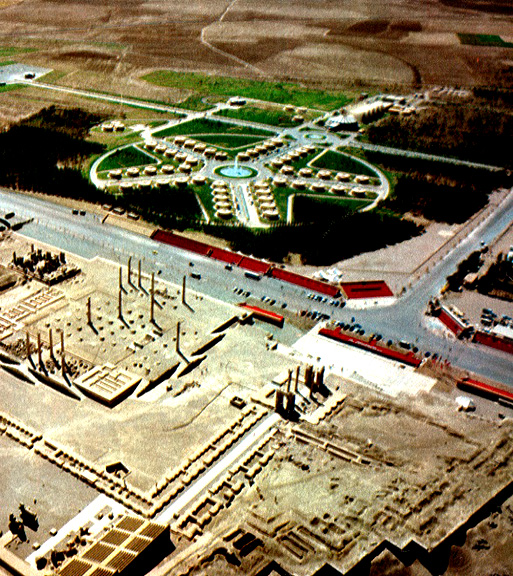
جشن‌های ۲۵۰۰ ساله که از آن به عنوان یکی از پرهزینه‌ترین میهمانی‌های تاریخ یاد می‌شود، با حضور سران بسیاری از کشورهای جهان در مرودشت برگزار شد.